# Dalene Mpiti
Dalene Mpiti (* 10. August 2000) ist eine südafrikanische Sprinterin, die sich auf den 400-Meter-Lauf spezialisiert hat.

## Sportliche Laufbahn
Erste Erfahrungen bei internationalen Meisterschaften sammelte Dalene Mpiti bei den World Athletics Relays 2021 im polnischen Chorzów, bei denen sie trotz neuem Landesrekord von 3:19,18 min den Finaleinzug in der Mixed-4-mal-400-Meter-Staffel verpasste.
2021 wurde Mpiti südafrikanische Meisterin im 400-Meter-Lauf.

## Persönliche Bestzeiten
- 400 Meter: 52,67 s, 9. März 2021 in Potchefstroom